# Двоїстий граф

Граф G' двоїстий до G

Non-iso dual graphs

Двоїстий граф {\displaystyle G'} до планарного графа {\displaystyle G} — це граф, у якому вершини відповідають граням графа {\displaystyle G}; ці вершини з'єднані ребром, тільки якщо відповідні їм грані графа {\displaystyle G} мають спільне ребро. Наприклад, двоїсті один до одного графи куба й октаедра.
Двоїстий граф є псевдографом: у ньому можуть бути петлі й кратні ребра.
Залежно від укладки, до одного графа можуть існувати декілька двоїстих.
Самодвоїстим називають граф, що ізоморфний своєму двоїстому графу. Наприклад, самодвоїстим є граф тетраедра.